# Nieuwstadt
Nieuwstadt  (niederländisch mit -dt, limburgisch De Nuujsjtadt) ist eine historische Kleinstadt mit derzeit 3315 Einwohnern in der niederländischen Provinz Limburg, gelegen zwischen der Maas und dem deutschen Selfkantgebiet an der mit nur 5 km Breite schmalsten Stelle des Königreiches. 1982 wurde Nieuwstadt nach Susteren eingemeindet und ist seit 2003 der südlichste der elf Siedlungskerne der Gemeinde Echt-Susteren.
Nieuwstadt hat über das Netzwerk Neustadt in Europa eine stattliche Zahl von Partnerstädten. 

## Geschichte
Ebenso wie der Name verweist das regelmäßige Straßennetz auf eine geplante Neuanlage. Nach der Erteilung der Stadtrechte durch Graf Otto II. (Geldern) im Jahre 1263 erhielt der Ort eine Stadtbefestigung aus Mauer und Graben. Eine 1277 auf Latein verfasste Urkunde nennt die Stadt (wahrscheinlich im Genitiv) Vill(a)e Nov(a)e apud Elsene. Wo der ältere Nachbarort Elsen oder Helsen gelegen haben mag, ist unbekannt. Der Lütticher Fürstbischof Heinrich III. von Geldern (1245–1285) vererbte Nieuwstadt zusammen mit seinem Sitz Montfort an seinen Neffen Rainald I. von Geldern.
In seiner Reimchronik der Schlacht von Worringen erwähnte Jan van Heelu um 1292, dass sich dieser Herzog 1286 auf „seine Veste zur Neuen Stadt“ (ter Nuwer Stat) zurückgezogen habe.
Im Jahre 1583 wurden die Befestigungsanlagen geschleift, aber Nieuwstadt behielt seine Stadtrechte. Unterstellt war es dem obergelderschen Amt Montfort. Bis 1715 blieb es Teil von Spanisch Geldern. Die Grenzziehung zwischen Preußen und den Vereinigten Niederlanden auf dem Wiener Kongress 1815 vergrößerte den Landbesitz der Stadt um einen Teil der Ländereien des Schlosses Millen einschließlich der Schlossgebäude und der Getreidemühle. Die Ölmühle jenseits des neu definierten Grenzbaches kam dagegen zu Preußen.

## Persönlichkeiten
- Emeri van Donzel (1925–2017), Historiker
- Perr Schuurs (* 1999), Fußballspieler

## Einzelnachweise

Lage von Nieuwstadt in der Gemeinde Echt-Susteren
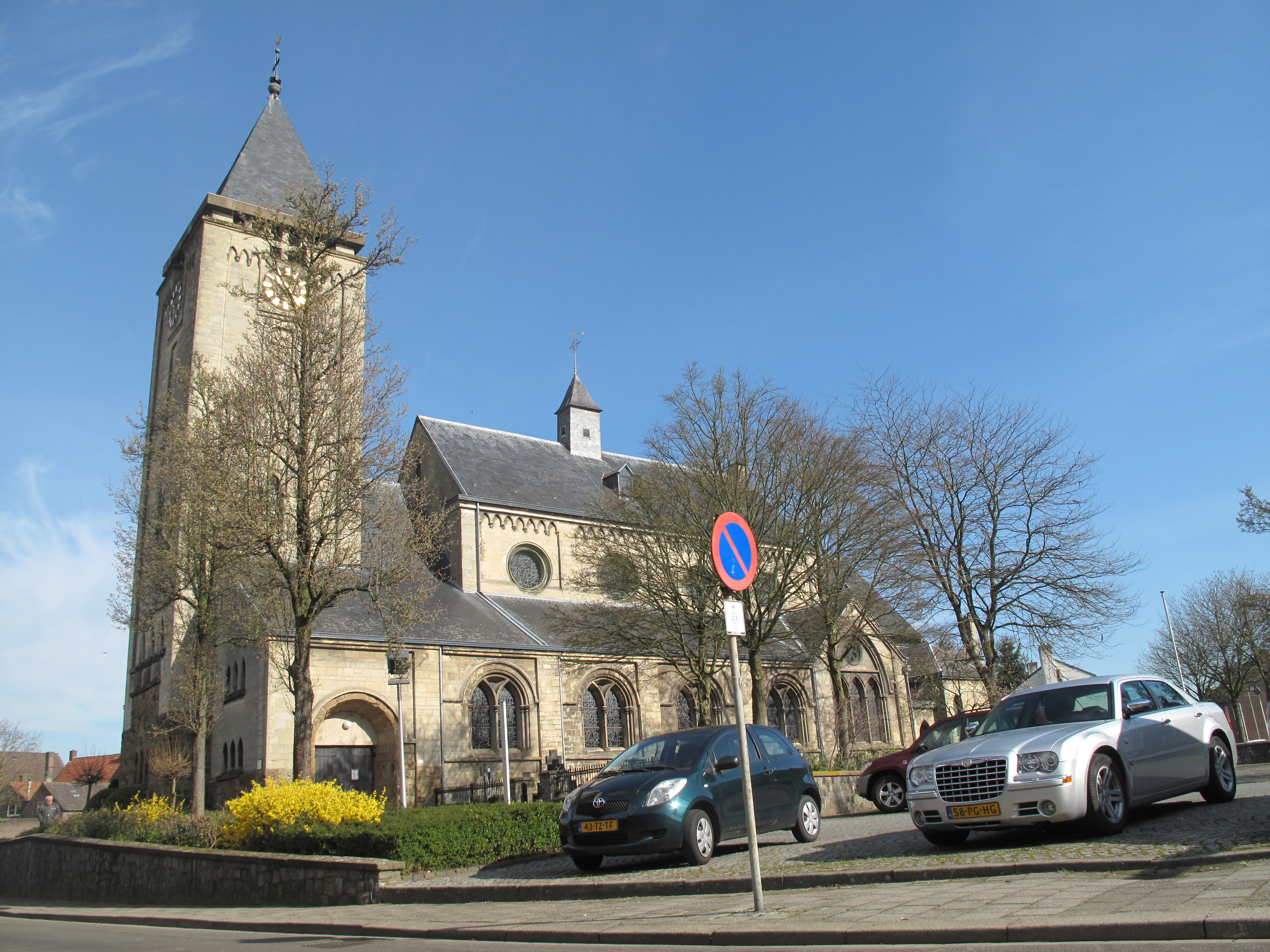
Johanneskerk
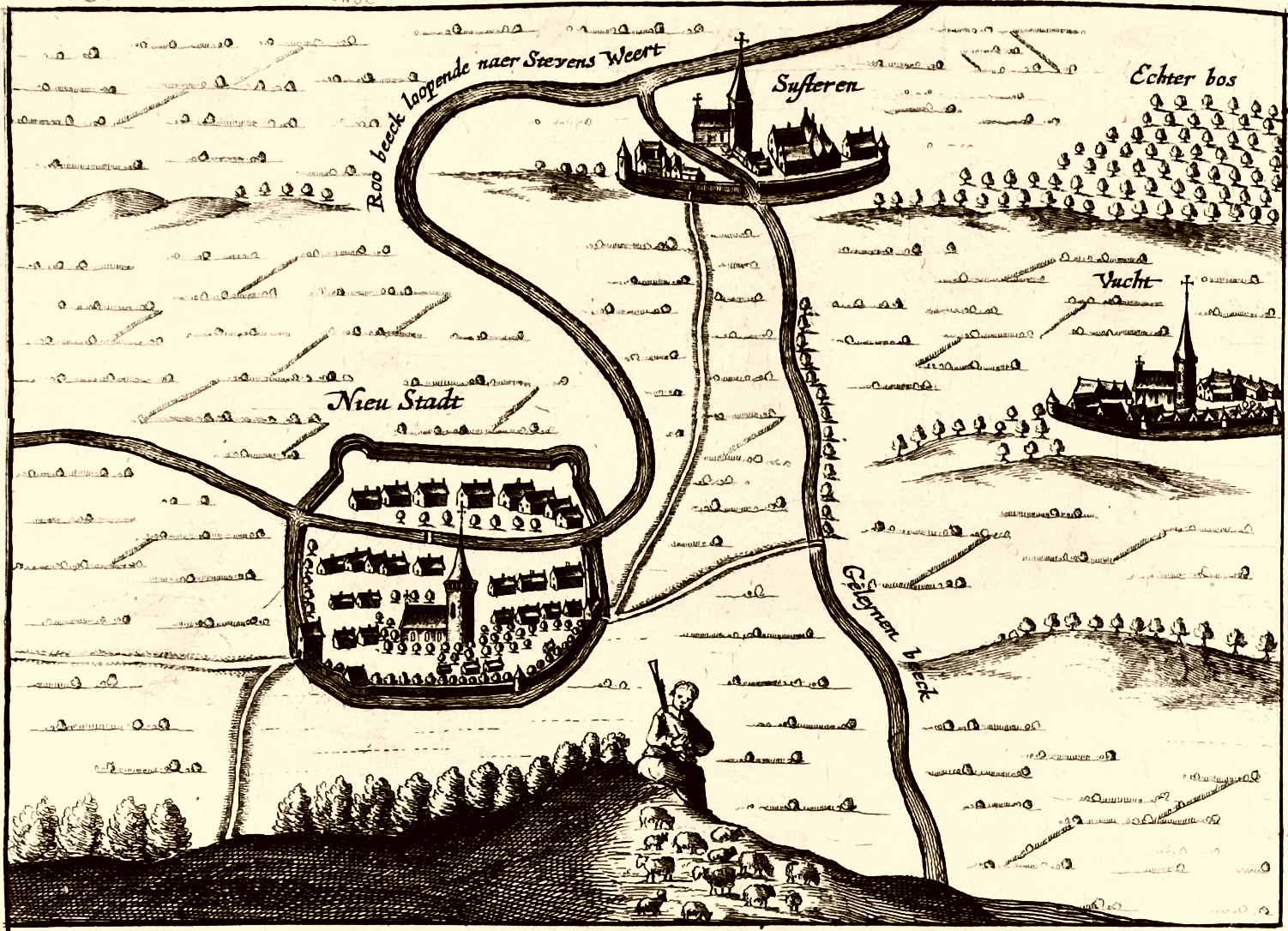
Nieuwstadt 1653
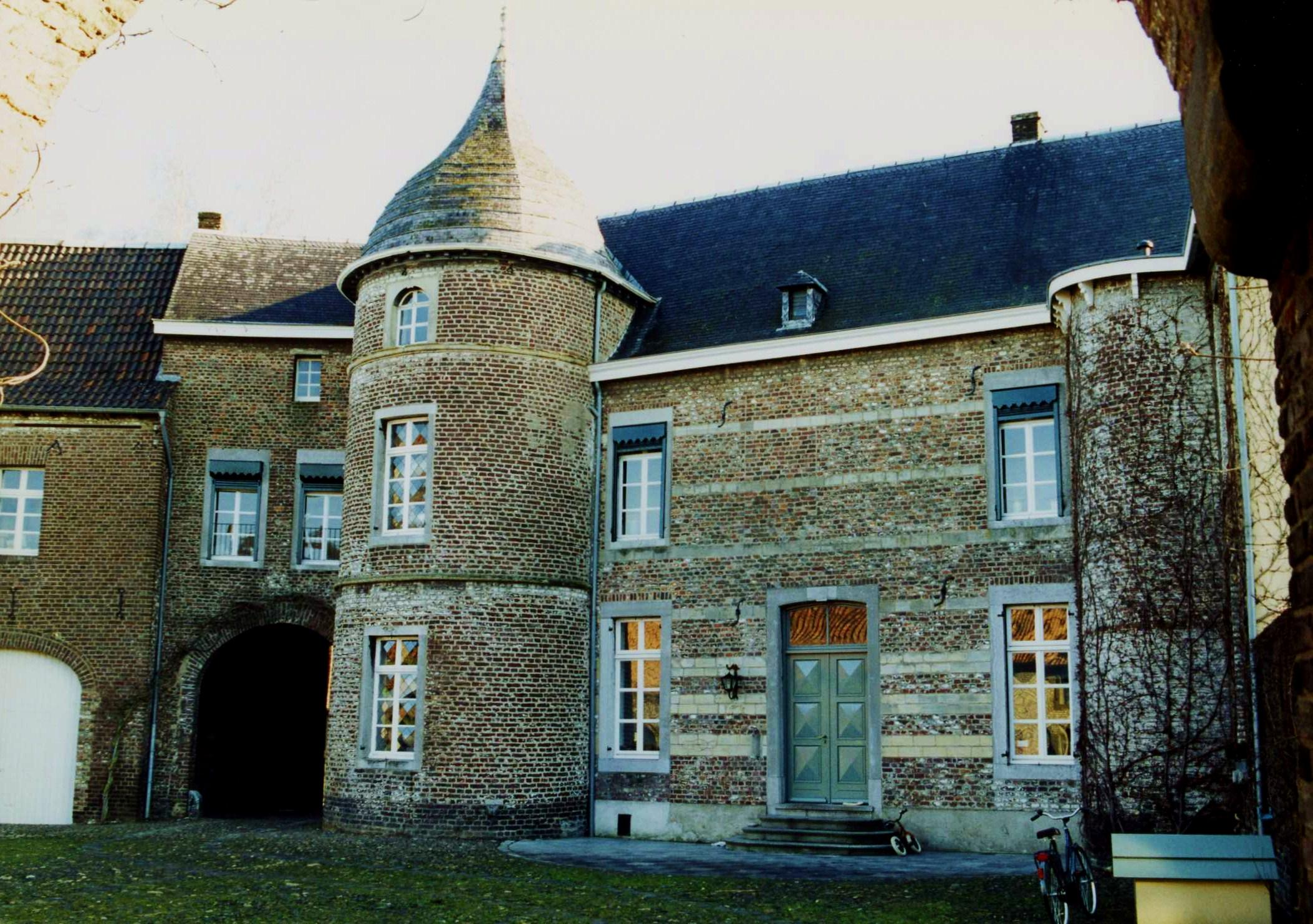
Haus Millen